# Čchü Jün-sia
Čchü Jün-sia (čínsky: pchin-jin Qǔ Yúnxiá, znaky zjednodušené 曲云霞, tradiční 曲雲霞; * 25. prosince 1972) je bývalá čínská atletka, běžkyně, která se věnovala středním tratím.
Je mistryní světa z roku 1993 a bronzovou olympijskou medailistkou z Barcelony 1992. V roce 1990 se stala v bulharském Plovdivu juniorskou mistryní světa v běhu na 1500 metrů. V současnosti je stále světovou rekordmankou na trati 1500 metrů časem 3:50,46 min., který zaběhla v Pekingu dne 11. září 1993. Skvělý osobní rekord má také na dvojnásobné trati (8:12,18 min., druhý nejlepší výkon historie). Stejně jako její tréninková kolegyně Wang Ťün-sia (světová rekordmanka na tratích 3000 a 10 000 metrů) je však podezřelá z užívání dopingových podpůrných prostředků (jejich trenérem byl kontroverzní Ma Ťün-žen, v roce 2000 bylo pozitivně testováno 6 jeho svěřenkyň).

## Osobní rekordy
- 800 m – 1:56,24 – 9. září 1993, Peking
- 1500 m – 3:50,46 – 11. září 1993, Peking (SR)
- 3000 m – 8:12,18 – 13. září 1993, Peking
- Maratón – 2.24:32 – 4. duben 1993, Tchien-ťin